# Quercus rysophylla
Quercus rysophylla är en bokväxtart som beskrevs av Charles Alfred Weatherby. Quercus rysophylla ingår i släktet ekar, och familjen bokväxter. IUCN kategoriserar arten globalt som otillräckligt studerad. Inga underarter finns listade i Catalogue of Life.